# Арлін Боксголл
Арлін Боксголл (9 жовтня 1961) — зімбабвійська хокеїстка на траві.
Олімпійська чемпіонка 1980 року.